# Colobicones tokarensis
Colobicones tokarensis là một loài bọ cánh cứng trong họ Zopheridae. Loài này được Okada miêu tả khoa học năm 2005.